# Selección femenina de fútbol sub-17 de El Salvador
La selección femenina de fútbol sub-17 de El Salvador es la representante de El Salvador en las competiciones internacionales de su categoría.

## Estadísticas

### Copa Mundial Sub-17
| Edición | Resultado       | PJ              | PG              | PE              | PP              | GF              | GC              |
| ------- | --------------- | --------------- | --------------- | --------------- | --------------- | --------------- | --------------- |
| 2008    | No se clasificó | No se clasificó | No se clasificó | No se clasificó | No se clasificó | No se clasificó | No se clasificó |
| 2010    | No se clasificó | No se clasificó | No se clasificó | No se clasificó | No se clasificó | No se clasificó | No se clasificó |
| 2012    | No se clasificó | No se clasificó | No se clasificó | No se clasificó | No se clasificó | No se clasificó | No se clasificó |
| 2014    | No se clasificó | No se clasificó | No se clasificó | No se clasificó | No se clasificó | No se clasificó | No se clasificó |
| 2016    | No se clasificó | No se clasificó | No se clasificó | No se clasificó | No se clasificó | No se clasificó | No se clasificó |
| 2018    | No se clasificó | No se clasificó | No se clasificó | No se clasificó | No se clasificó | No se clasificó | No se clasificó |
| 2022    | No se clasificó | No se clasificó | No se clasificó | No se clasificó | No se clasificó | No se clasificó | No se clasificó |
| 2024    | Por definir     | Por definir     | Por definir     | Por definir     | Por definir     | Por definir     | Por definir     |

### Campeonato Femenino Sub-17 de la Concacaf
| Edición | Resultado        | PJ              | PG              | PE              | PP              | GF              | GC              |
| ------- | ---------------- | --------------- | --------------- | --------------- | --------------- | --------------- | --------------- |
| 2008    | Fase de grupos   | 3               | 0               | 0               | 3               | 2               | 22              |
| 2010    | No se clasificó  | No se clasificó | No se clasificó | No se clasificó | No se clasificó | No se clasificó | No se clasificó |
| 2012    | No se clasificó  | No se clasificó | No se clasificó | No se clasificó | No se clasificó | No se clasificó | No se clasificó |
| 2013    | Fase de grupos   | 3               | 1               | 0               | 2               | 1               | 9               |
| 2016    | No se clasificó  | No se clasificó | No se clasificó | No se clasificó | No se clasificó | No se clasificó | No se clasificó |
| 2018    | No se clasificó  | No se clasificó | No se clasificó | No se clasificó | No se clasificó | No se clasificó | No se clasificó |
| 2022    | Cuartos de final | 5               | 4               | 0               | 1               | 21              | 2               |
| 2024    | Clasificó        | Clasificó       | Clasificó       | Clasificó       | Clasificó       | Clasificó       | Clasificó       |
| Total   | 3/8              | 11              | 5               | 0               | 6               | 24              | 33              |

## Últimos y próximos encuentros
| Fecha      | Ciudad              | Local       | Resultado | Visitante         | Competición                        |
| ---------- | ------------------- | ----------- | --------- | ----------------- | ---------------------------------- |
| 28-04-2022 | San Cristóbal       | El Salvador | 3:0       | Cuba              | Campeonato Femenil Sub-17 2022     |
| 01-05-2022 | San Cristóbal       | El Salvador | 10:0      | San Cristóbal     | Campeonato Femenil Sub-17 2022     |
| 04-05-2022 | Santo Domingo       | Puerto Rico | 2:0       | El Salvador       | Campeonato Femenil Sub-17 2022     |
| 05-06-2023 | Santa Tecla         | El Salvador | 0:0       | Nicaragua         | Partido amistoso                   |
| 11-06-2023 | Ciudad de Guatemala | El Salvador | 8:1       | Honduras          | Copa UNCAF Sub-17 Femenil 2023     |
| 13-06-2023 | Ciudad de Guatemala | El Salvador | 10:0      | Belice            | Copa UNCAF Sub-17 Femenil 2023     |
| 15-06-2023 | Ciudad de Guatemala | El Salvador | 1:2       | Costa Rica        | Copa UNCAF Sub-17 Femenil 2023     |
| 26-08-2023 | Willemstad          | El Salvador | 12:0      | Islas Caimán      | Campeonato Femenil Sub-17 2024 (Q) |
| 28-08-2023 | Willemstad          | Curazao     | 0:7       | El Salvador       | Campeonato Femenil Sub-17 2024 (Q) |
| 30-08-2023 | Willemstad          | El Salvador | 6:0       | Trinidad y Tobago | Campeonato Femenil Sub-17 2024 (Q) |